# Philippe Le Guay
Philippe Le Guay (Parigi, 22 ottobre 1956) è un regista e sceneggiatore francese.
Nelle pellicole da lui dirette ha spesso scritturato l'attore Fabrice Luchini.

## Biografia
Le Guay si è formato all'Institut des hautes études cinématographiques (IDHEC) a partire dal 1980. La sua prima sceneggiatura è stata scritta nel 1986 per il film 15 agosto di Nicole Garcia. Il primo lungometraggio diretto da Le Guay è stato Les Deux Fragonard del 1989, di cui ha anche scritto la sceneggiatura.
Le Guay è il fratello di Marie-Laure Le Guay, ex moglie del ministro e primo ministro francese Dominique de Villepin.

## Filmografia

### Regista
- Les Deux Fragonard (1989)
- Urgence d'aimer - film TV (1992)
- Rhésus Roméo - film TV (1993)
- L'Année Juliette (1995)
- Trois huit (2001)
- Il costo della vita (Le Coût de la vie) (2003)
- Du jour au lendemain (2006)
- Le donne del 6º piano (Les Femmes du 6ème étage) (2011)
- V comme Vian - film TV (2011)
- Molière in bicicletta (Alceste à bicyclette) (2013)
- Florida (Floride) (2015)
- Normandie nue (2018)
- Un'ombra sulla verità (L'Homme de la cave) (2021)

### Sceneggiatore
- Les Deux Fragonard, regia di Philippe Le Guay (1989)
- Un Amour de trop, regia di Franck Landron (1989)
- Un weekend su due (Un week-end sur deux), regia di Nicole Garcia (1990)
- Outremer, regia di Brigitte Roüan (1990)
- Mémoire traquée, regia di Patrick Dewolf (1992)
- Urgence d'aimer, regia di Philippe Le Guay - film TV (1992)
- Ascension Express, regia di Nicolas Ribowski (1993)
- L'Année Juliette, regia di Philippe Le Guay (1995)
- Tout ce qui brille, regia di Lou Jeunet (1996)
- Post coïtum animal triste, regia di Brigitte Roüan (1997)
- Trois huit, regia di Philippe Le Guay (2001)
- Il costo della vita (Le Coût de la vie), regia di Philippe Le Guay (2003)
- Du jour au lendemain, regia di Philippe Le Guay (2006)
- Le donne del 6º piano (Les Femmes du 6ème étage), regia di Philippe Le Guay (2011)
- Molière in bicicletta (Alceste à bicyclette), regia di Philippe Le Guay (2013)
- Florida (Floride), regia di Philippe Le Guay (2015)
- Normandie nue, regia di Philippe Le Guay (2018)

### Attore
- Un Amour de trop, regia di Franck Landron (1989)
- Août, regia di Henri Herré (1992)
- Nudisti per caso (Les Textiles), regia di Franck Landron (2004)

## Riconoscimenti
- 1984 – Festival international du court métrage de Clermont-Ferrand
  - Prix du Public Compétition nationale a Le Clou